# Hwangseong-dong
Hwangseong-dong (hangul: 황성동, hanja: 隍城洞) är en stadsdel i stadskommunen Gyeongju  i provinsen Norra Gyeongsang i den östra delen av Sydkorea, 280 km sydost om huvudstaden Seoul. 